# Duben 2025
Toto je archivovaný článek z portálu Aktuality.
1. dubna – úterý
 Rádio Svobodná Evropa/Rádio Svoboda nařídilo části svých zaměstnancům neplacenou dovolenou poté, co jeho financování bylo zablokováno výkonným nařízením amerického prezidenta. 
 Demokratický politik Cory Booker přednesl v americkém Senátu nejdelší projev v historii instituce. 
2. dubna – středa
 Při havárii strategického bombardéru Tu-22M v Irkutské oblasti zahynul jeden z letců. 
 Americký prezident Donald Trump oznámil uvalení cel na 180 zemí světa. 
3. dubna – čtvrtek
 Izraelský premiér Benjamin Netanjahu přicestoval do Maďarska na oficiální státní návštěvu. 
4. dubna – pátek
 Při ruském raketovém útoku na Kryvyj Rih zahynulo devatenáct lidí, včetně devíti dětí. 
 Hejtman Olomouckého kraje Ladislav Okleštěk zakázal veřejnosti vstup do okolí místa zasaženého kontaminací, kterou zapříčinila železniční nehoda u Hustopečí nad Bečvou. 
5. dubna – sobota
 Akademie populární hudby na slavnostním ceremoniálu Ceny Anděl 2024 předala ceny. V kategorii sólových interpretů zvítězil Vladimír Mišík, v kategorii sólových interpretek Kateřina Marie Tichá a v kategorii kapel Monkey Business. Objevem roku byla vyhlášena Kvietah a do síně slávy byl uveden Ivan Mládek. 
6. dubna – neděle
 Alexandr Ovečkin vstřelil 895. branku a stal se nejlepším střelcem v historii NHL. 
7. dubna – pondělí
 Společnost Colossal Biosciences oznámila narození tří geneticky modifikovaných vlčat, jejichž anatomie přibližně odpovídá vyhynulému druhu pravlka obrovského. 
10. dubna – čtvrtek
 Teroristické hnutí Hamás požádalo britskou vládu o vynětí ze seznamu teroristických skupin. 
13. dubna – neděle
 Ruský raketový útok na centrum města Sumy zabil nejméně 34 lidí oslavujících Květnou neděli a přes sto dalších zranil. 
14. dubna – pondělí
 Maďarský parlament schválil změnu ústavy kodifikující pohlavní binaritu člověka, zakazující průvody LGBT+ hrdosti, omezující svobodu shromažďování nebo umožňující dočasné odebrání občanství a vyhoštění tzv. „zrádců národa“. 
15. dubna – úterý
 Meteorologická služba Copernicus spolu s WMO zveřejnila zprávu za rok 2024, který byl pro Evropu nejteplejším v historii s rekordními teplotami (požáry v Portugalsku) i nejrozsáhlejšími záplavami od roku 2013 (ve střední Evropě či ve Španělsku). 
16. dubna – středa
 Číňanka Ťü Wen-ťün porazila krajanku Tchan Čung-i poměrem 6½:2½ a obhájila titul mistryně světa v šachu. 
17. dubna – čtvrtek
 Nejvyšší soud Ruské federace zrušil zákaz činnosti hnutí Tálibán a nařídil jeho vymazání ze seznamu teroristických organizací. 
20. dubna – neděle
 Americká sonda Lucy provedla nejbližší průlet kolem planetky Donaldjohanson. 
 John Cena vyhrál 17. mistrovský titul WWE Championship a stal se nejúspěšnějším wrestlerem všech dob co do počtu titulů. 
21. dubna – pondělí
 Ve věku 88 let zemřel 266. papež František. 
22. dubna – úterý
 Při teroristickém útoku v horském středisku Pahalgám v indickém svazovém statě Džammú a Kašmír bylo zabito 26 lidí. Následná diplomatická krize mezi Indii a Pákistánem přešla v ozbrojené střety na Linii kontroly 
24. dubna – čtvrtek
 Odvolací senát Mezinárodního trestního soudu nařídil soudcům, kteří provádějí předběžné šetření, aby znovu posoudili námitky Izraele proti vydání zatykačů na Benjamina Netanjahu a Jo'ava Galanta. 
 Z kosmodromu Ťiou-čchüan odstartovala vesmírná loď Šen-čou k pilotovanému letu k vesmírné stanici Tchien-kung. 
25. dubna – pátek
 Při výbuchu osobního automobilu ve městě Balašicha v Moskevské oblasti zahynul generálporučík ruské armády Jaroslav Moskalik. 
26. dubna – sobota
 Po pohřbu na Svatopetrském náměstí byl papež František uložen v římské bazilice Panny Marie Sněžné. 
 Obyvatelé obce Nové Heřminovy se v místním referendu vyslovili pro výstavbu nové přehrady. 
 Exploze v íránském přístavu u města Bandar Abbás zabila přinejmenším pět lidí a stovky dalších zranila. 
28. dubna – pondělí
 Pyrenejský poloostrov postihl rozsáhlý výpadek dodávek elektřiny. 
29. dubna – úterý
 Uplynulo sto dní druhého Trumpova prezidentství. 
 V předčasných volbách do kanadského parlamentu vyhrála Liberální strana Marka Carneyho. 
30. dubna – středa
 Ukrajina a USA podepsaly dohodu o vytvoření americko-ukrajinského rekonstrukčního investičního fondu, která má USA zajistit přístup k ukrajinským surovinám. 